# Sangay National Park
Sangay nationalpark ligger i provinserne Morona Santiago, Chimborazo og Tungurahua i Ecuador. Parken har to aktive vulkaner og forskellige økosystemer ligefra tropisk regnskov til gletsjerer. Parken kom på UNESCOs verdensarvsliste i 1983. 